# Isla San Gallán
La Isla San Gallán, también conocida como Isla Sangayán, es una isla perteneciente al Perú, situada en el océano Pacífico a unos 5,2 km al oeste de la península de Paracas, de la que se encuentra separada por el canal El Boquerón. Desde el punto de vista administrativo forma parte del distrito de Paracas, en la provincia de Pisco, dentro del departamento de Ica. La isla se encuentra protegida por ley dentro de la Reserva nacional de Paracas, una reserva natural que protege y conserva muestras representativas de la diversidad biológica de los ecosistemas marino-costeros del Perú.

## Geografía
San Gallán comprende un área de aproximadamente 9,32 km² y se localiza en torno a los 13º 50’ de latitud S y los 76° 27’ de longitud O. Presenta una longitud máxima de unos 4,5 km y una anchura de 3,85 kilómetros. La mayor altitud de la isla se alcanza en el cerro La Viuda (412 m). Por el lado noroeste de la isla a 0,5 km aflora unos pequeños islotes llamados Islas Mentiroso.
La isla San Gallán se encuentra bajo la influencia de las aguas frías de la corriente de Humboldt, es de relieve abrupto y clima árido con forma pentagonal irregular, presenta cinco puntas (Piedra Blanca, Minas, Brava, Pileta y Quiebraleña) que constituyen barrancos de considerable altura. Dentro de la isla se encuentra el faro Isla San Gallán, que tiene un alcance luminoso de 20 millas y que se utiliza como de guía para las embarcaciones que suelen navegar frente a sus costas.
A unos 1,6 km del extremo sur de la isla se halla a flor de agua, la roca Piñeiro, que debe tenerse en cuenta al ingresar al canal El Boquerón, viniendo del sur en dirección a la bahía de Pisco.

## Origen geológico
La isla San Gallán forma parte de los restos de una antigua cadena montañosa (Cordillera de la Costa) que se originó en el Precámbrico (entre 600 y 2000 millones de años) y que se habría hundido en las postrimerías del Terciario y comienzos del Cuaternario, en el tramo comprendido entre la península de Paracas (Ica) y la península de Illescas (Piura), dejando solo vestigios en forma de islas y formaciones rocosas, las mismas que aún marcarían el antiguo lineamiento de esta cadena. Estas formaciones están constituidas por rocas metamórficas que datan del Paleozoico antiguo.

## Diversidad biológica

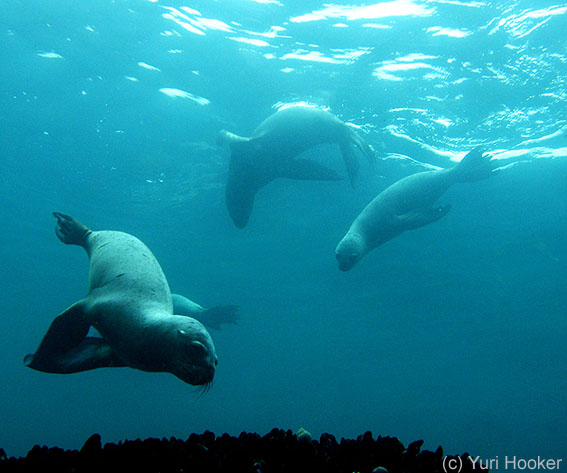
Lobos marinos chuscos (Otaria flavescens) buceando sobre un arrecife rocoso en la isla.

La isla San Gallán destaca por su gran interés ecológico, pues constituye una gran reserva biológica de lobos marinos chuscos (Otaria flavescens) y además por ser un lugar de reproducción de aves marinas como el potoyunco peruano (Pelecanoides garnotii) y el pingüino de Humboldt (Spheniscus humboldti), aves endémicas de la corriente de Humboldt categorizadas por la legislación peruana como en peligro de extinción.
Otras especies de aves que habitan la isla son la gaviota peruana (Larus belcheri), la gaviota dominicana (Larus dominicanus), el guanay (Phalacrocorax bougainvillii), el piquero peruano (Sula variegata), pelícano peruano (Pelecanus thagus), el paíño de las Galápagos (Oceanodroma tethys), la golondrina de la tempestad (Oceanodroma markhami), el zarcillo (Larosterna inca), la chuita (Phalacrocorax gaimardi), entre otras.
Asimismo, se puede observar en San Gallán la nutria marina o gato marino (Lontra felina) y en las cuevas de la isla, una pequeña población de vampiro común (Desmodus rotundus) que se alimenta de la sangre de los lobos marinos. Hacia las partes más elevadas de la isla, las neblinas se condensan y dan vida a la vegetación de lomas. Este tipo de vegetación se presenta de manera estacional y está representada por especies como Tilansial (Tillandsia sp.) y Nolana insularis.